# Nyck de Vries
Hendrik Johannes Nicasius de Vries, detto Nyck (IPA: [də ˈvris]; Sneek, 6 febbraio 1995), è un pilota automobilistico olandese, campione in Formula 2 nel 2019 e campione del mondo di Formula E con il team Mercedes EQ nella stagione 2020-2021.
L'11 settembre del 2022 ha esordito in Formula 1 nel Gran Premio d'Italia con il team Williams sostituendo l'indisponibile Alexander Albon. Nel 2023 viene scelto come pilota ufficiale del Scuderia AlphaTauri, partecipando ai primi dieci Gran Premi della stagione per poi essere sostituito da Daniel Ricciardo.
Dal 2024 ritorna in Formula E con la Mahindra e nel Campionato del mondo endurance con la Toyota.

## Carriera

### Karting
De Vries inizia a guidare un kart (regalatogli dal padre Henrik Jan, ex pilota) a soli quattro anni, dopo le prime gare locali in Olanda esordisce, nel 2008, tra i piloti del circus del karting internazionale: alla sua seconda gara, nella prima prova della WSK Euro Series a Muro Leccese, De Vries taglia il traguardo per primo e, dopo una trionfale stagione conquista l'alloro della WSK Euro Series nella categoria KF3. Al suo primo anno vince anche il prestigioso campionato tedesco DKM.
Nel 2009 De Vries vince ancora i titoli nel campionato tedesco e nella WSK Euro Series, così come il prestigioso campionato europeo CIK-FIA KF3. Grazie ai suoi piazzamenti, viene messo sotto contratto dalla McLaren nel gennaio 2010 e Anthony Hamilton (padre di Lewis) diventa il suo manager (rapporto che durò fino al 2012).
Nel settembre 2010 l'olandese vince il Campionato del mondo CIK-FIA, successo bissato anche nel novembre del 2011 con la vittoria nel Gran Premio del Giappone a Suzuka.
Dall'esordio nelle categorie internazionali nel 2008 fino all'approdo nelle auto a fine 2011, De Vries ha corso esclusivamente con telai Zanardi e motori IAME-Parilla, supportato dal team Chiesa Corse di Dino Chiesa (talent scout che ha seguito, tra gli altri, anche Nico Rosberg e Lewis Hamilton).

### Formula Renault
All'inizio del 2012 l'olandese esordisce nelle corse automobilistiche correndo nella Formula Renault 2.0 in due campionati: Formula Renault 2.0 Northern European Cup e il prestigioso Eurocup Formula Renault 2.0. Già dai primi test, pur essendo un esordiente, De Vries dimostra di essere tra i più veloci del gruppo e nella prima gara del week end è secondo al traguardo; nella sua prima stagione in auto conquista, in Olanda, la sua prima vittoria.

Nel 2013 prosegue il suo percorso nella Formula Renault 2.0: l'impegno sarà in alcune gare della serie Alps e in tutto il campionato dell'Eurocup Formula Renault 2.0. Al via della sua seconda stagione in monoposto l'olandese cambia team, passando dal francese R-ace GP (nel frattempo rinominato ART Junior Team) al finlandese - ma con base a Barcellona, in Spagna - Koiranen GP, con cui in passato hanno corso, tra gli altri, i due piloti di Formula 1 Daniil Kvjat e Valtteri Bottas.

Nella stagione 2014 continua a correre nell'Eurocup e nella serie Alps vincendo entrambi i campionati. Nella stagione 2015 partecipa alla Formula Renault 3.5 Series con il team francese DAMS, arrivando 3º in campionato (primo tra i rookie della categoria), e ottenendo una vittoria sul circuito di Jerez.

### GP3 Series
Nella stagione 2016 partecipa al campionato di GP3 con la ART Grand Prix. Termina sesto in classifica generale, vincendo la gara 2 a Monza, gara a supporto del Gran Premio d'Italia 2016 di Formula 1, e la gara 1 sul Circuito di Yas Marina, a supporto del Gran Premio di Abu Dhabi 2016 di Formula 1.

### Formula 2

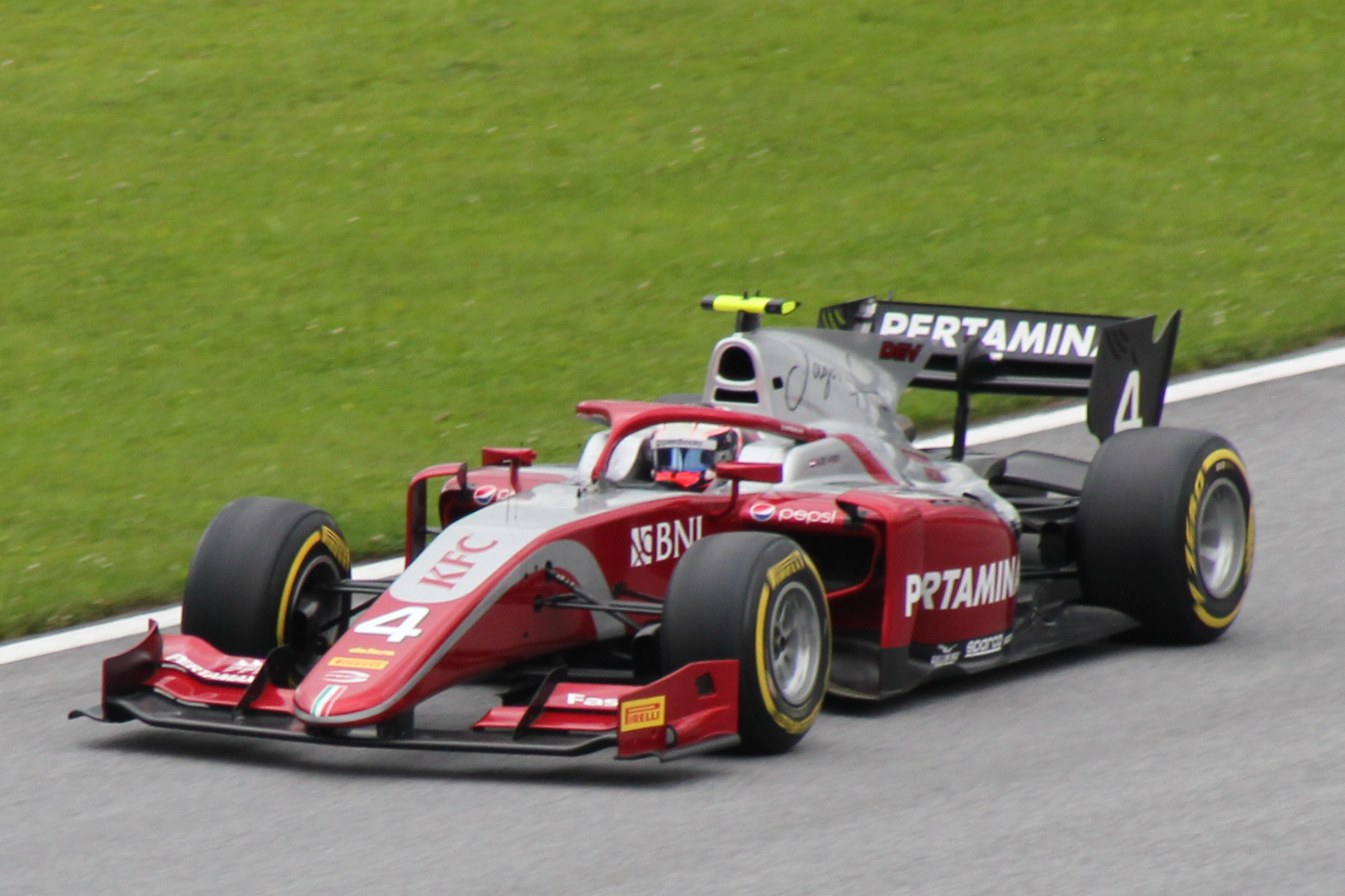
De Vries nel 2018 in Formula 2

Nella stagione 2017 partecipa al nuovo Campionato FIA di Formula 2 (ex GP2 Series). Per i primi 7 appuntamenti corre con la Rapax ottenendo la vittoria nella gara sprint di Monaco e 4 podi. Dal round di Spa-Francorchamps cambia squadra passando al team spagnolo Racing Engineering andando subito a podio nella gara sprint, arrivando secondo dietro a Sérgio Sette Câmara. Termina il campionato al settimo posto in classifica generale.
Nella stagione 2018 prosegue nella categoria passando al team italiano Prema Racing, vincitore degli ultimi due titoli piloti della categoria. Conquista la sua prima vittoria stagionale nella Sprint race sul Circuito Paul Ricard in Francia, arrivando davanti a Louis Delétraz. La seconda vittoria arriva nella Feature Race del Hungaroring battendo il britannico Lando Norris. Partito in pole potions De Vries vince anche la Feature Race di Spa-Francorchamps. Il pilota olandese chiude la stagione al quarto posto in campionato con tre vittorie, sei podi e due pole position.

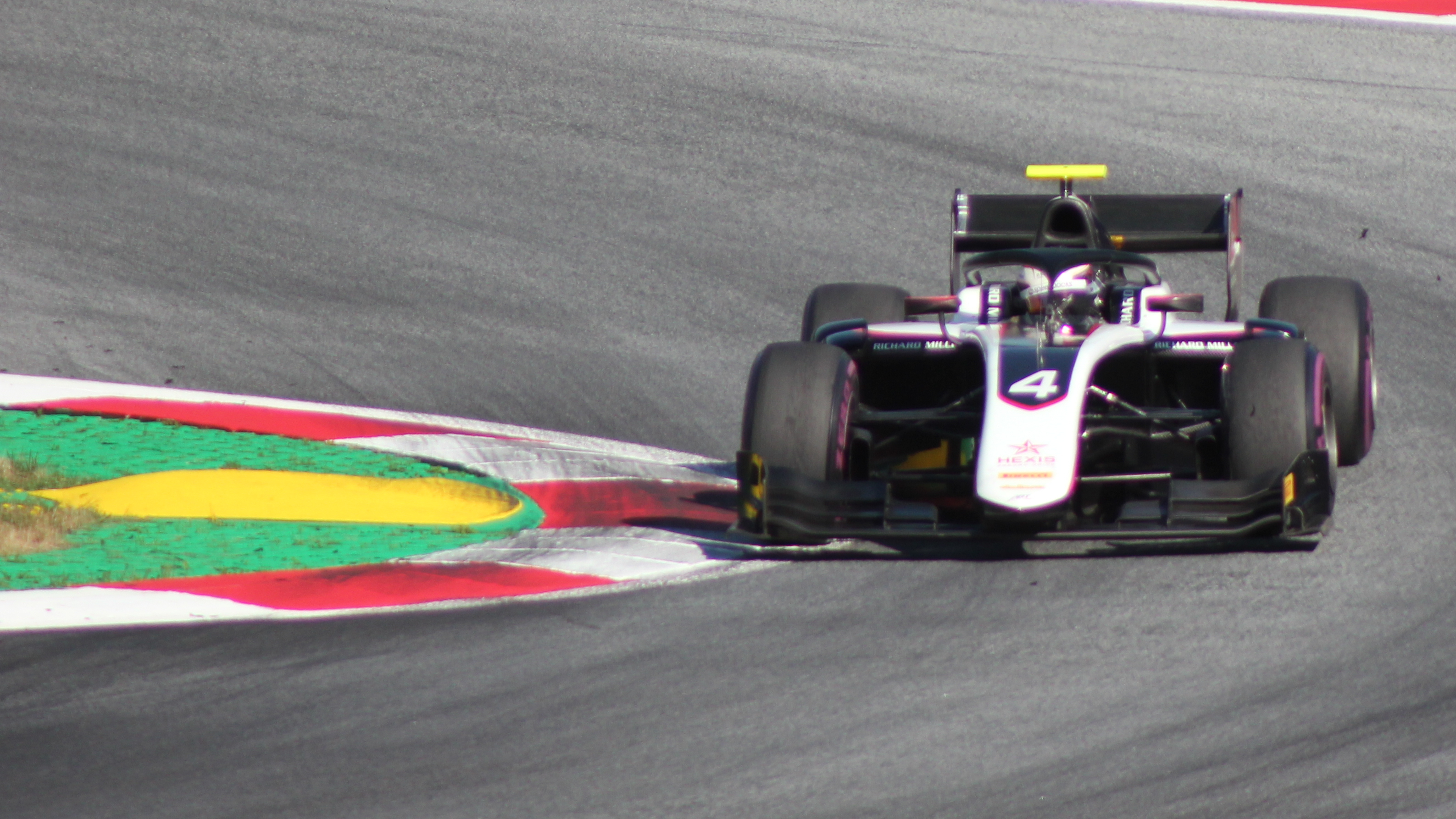
De Vries nel 2019 con L'ART GP

Nel 2019, non più supportato dalla McLaren, affronta la sua terza stagione nella categoria con il team ART Grand Prix,  in coppia con Nikita Mazepin futuro pilota di Formula 1. La stagione per l'olandese non inizia bene, per vincere il titolo deve recuperare su Nicholas Latifi che ha vinto tre delle prime cinque gare. La prima vittoria arriva solo nel terzo round a Barcellona davanti a Luca Ghiotto, si ripete vincendo anche la Feature Race di Monte Carlo, gara dominata della partenza in pole alla fine arrivando davanti al nipponico Nobuharu Matsushita. La terza vittoria stagionale arriva nella Feature Race del Paul Ricard. In Ungheria conquista un'altra pole, ma in gara viene superato da Latifi che vince la gara. De Vries conquista la pole position anche in Belgio ma le gare vengono cancellate dopo due giri a causa del incidente mortale di Anthoine Hubert. Dopo aver conquistato due podi a Monza il pilota olandese si laurea campione nella categoria vincendo la prima gara di Soči. Nyck De Vries conclude la stagione con un netto vantaggio di più di 50 punti sugli inseguitori Nicholas Latifi e Sérgio Sette Câmara, vincendo il campionato.

### Formula E

#### Mercedes (2019-2022)

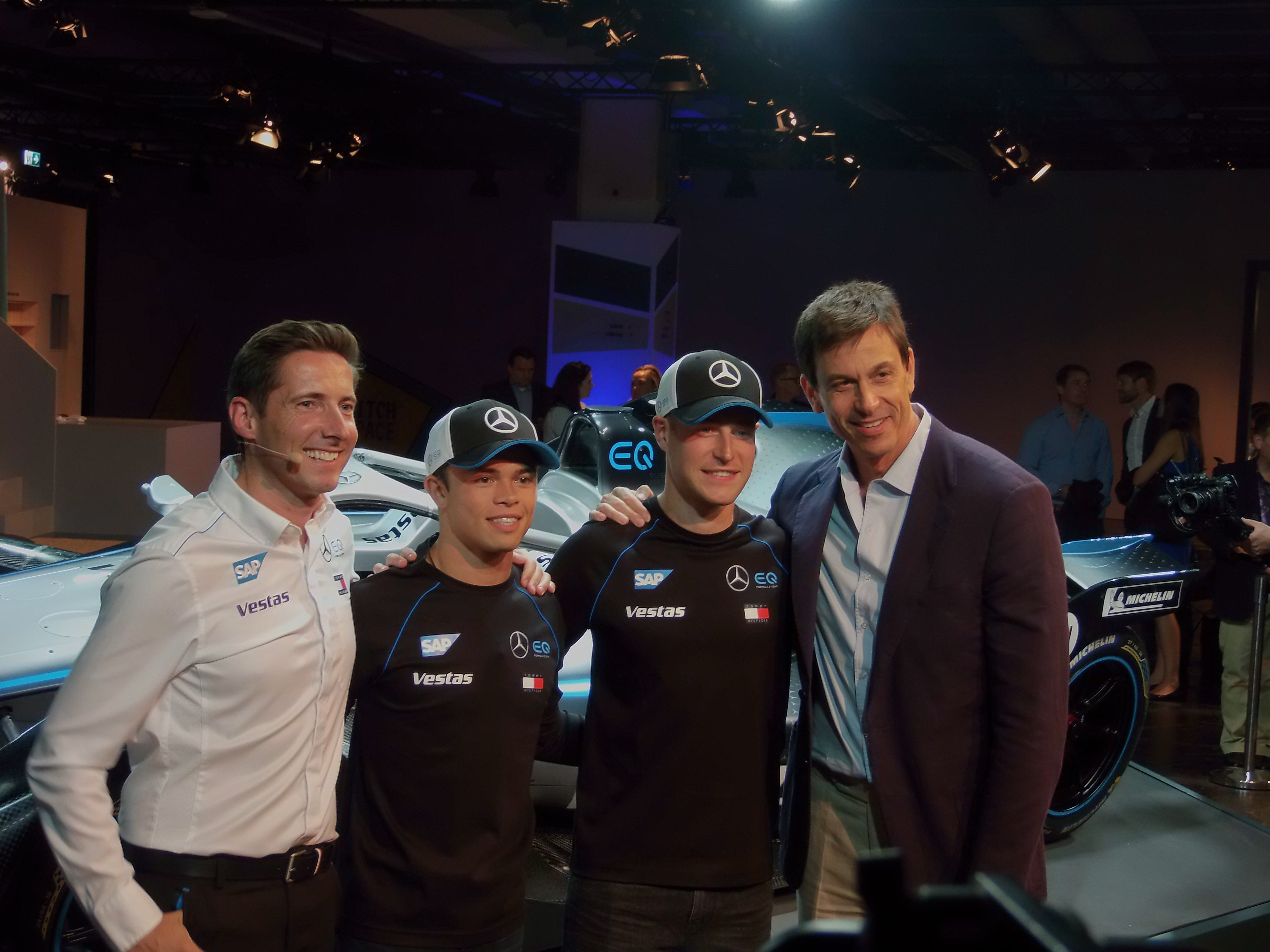
Ian James, De Vries, Vandoorne e Toto Wolff durante la presentazione della Mercedes FE

Nel settembre del 2019 la Mercedes-Benz EQ Formula E Team annuncia Nyck De Vries e Stoffel Vandoorne come suoi piloti per il Campionato di Formula E 2019-2020.
Esordisce nel E-Prix di Dirʿiyya dove in gara 1 conclude sesto mentre nella seconda fuori dai punti, sedicesimo. In Cile arriva di nuovo a punti, grazie a un quinto posto, me nelle successive due gare non raccoglie nessun punto. Dopo la pausa dovuta alla pandemia di COVID-19 il campionato riprende con sei gare sul circuito di Berlino, ottiene due quarti posti nella prima e quarta gara e nell'ultima riesce ad arrivare al podio per la prima volta nella categoria, finendo secondo dietro al suo compagno di team Stoffel Vandoorne. Conclude la sua prima stagione all'undicesimo posto.
Nyck viene confermato anche per la stagione 2020-2021 dalla Mercedes. Nel primo weekend della stagione a Dirʿiyya conquista la sua prima pole position nella categoria, il giorno seguente arriva anche la sua prima vittoria in Formula E, davanti allo svizzero Edoardo Mortara. La seconda vittoria arriva nella prima gara dell'E-Prix di Valencia, conquistando anche la testa della classifica, ma nelle quattro gare successive De Vries conquista solo due punti e scende in classifica. Nell'E-Prix di Londra conquista due secondi posti e ritorna in testa alla classifica. Nella seconda gara dell'E-Prix di Berlino conclude ottavo e vince il mondiale con sette punti di vantaggio su Edoardo Mortara.
Il team Mercedes EQ decide che la stagione 2021-2022 sarà l'ultima nel campionato elettrico, il team tedesco per la sua ultima stagione conferma Vandoorne e De Vries. Il pilota olandese conquista subito la vittoria nel E-Prix di Dirʿiyya arrivando davanti al compagno di team. Nella seconda gara di Dirʿiyya, De Vries conquista la pole battendo in finale Edo Mortara, ma in gara per colpa di una sbagliata strategia del Attack Mode e un contatto con Jean-Éric Vergne finisce decimo in classifica. Dopo dei risultati deludenti, torna alla vittoria nella seconda gara del E-Prix di Berlino. Dopo Berlino ottiene solo un podio nel E-Prix di Londra e chiude nono in classifica piloti.

#### Mahindra (2024 - Presente)
Dopo un anno d'assenza nella serie, visto la sua parziale partecipazione alla Formula 1, Nyck torna in Formula E correndo per i colori del team Mahindra Racing insieme a Edoardo Mortara. Per il pilota olandese il ritorno nella serie elettrica è piuttosto negativo, nelle prime otto corse stagionali non riesce a conquistare nessun punto. Visto la concomitanza con il WEC salta l'E-Prix di Berlino e al suo ritorno, a Shangai riesce ad ottenere i suoi primi punti stagionali grazie al settimo posto in gara uno. Torna a punti nella penultima gara stagionale a Londra, dove sfiora il podio arrivando quarto. Chiude la stagione al diciottesimo posto. 

### Endurance
Nel 2020 con il team russo G-Drive Racing partecipa a tre gare dell'European Le Mans Series. Nell'ultima gara a Portimao riesce a conquistare la sua prima vittoria in endurance.

Nyck de Vries durante la 24 Ore di Le Mans 2022

L'anno seguente si iscrive alla nuova stagione dell'European Le Mans Series nella classe LMP2, con il team G-Drive Racing in squadra con Roman Rusinov e Franco Colapinto. Sul Circuito di Catalogna conquista la pole, ma in gara si devono accontentare del quarto posto. Nella seconda gara al Red Bull Ring chiudono secondi dietro il Team WRT, formato da Kubica, Délétraz e Ye Yifei. Il terzo appuntamento si disputa al Paul Ricard, i tre piloti della G-Driv conquistano la loro seconda pole nella stagione, in gara completano ben 126 giri in quattro ore e conquistano la loro prima vittoria. Il team G-Drive Racing non riesce a ottenere altri buoni risultati e chiudono quinti in classifica finale.
Sempre nel 2021 sostituisce Job Van Uitert alla 6 Ore di Monza, correndo il Racing Team Nederland, mentre con il team G-Drive e con Roman Rusinov e Franco Colapinto partecipano alla 24 Ore di Le Mans 2021 nella categoria LMP2. L'equipaggio finisce 12º, settimo nella loro categoria.
Nel 2022 viene chiamato al ultimo dal team TDS Racing per sostituire Philippe Cimadomo per la 24 Ore di Le Mans. De Vries gareggia nella classe LMP2 dividendo l'Oreca 07 con Mathias Beche e Tijmen van der Helm, l'equipaggio chiude terzo nella loro classe e settimi nella generale.

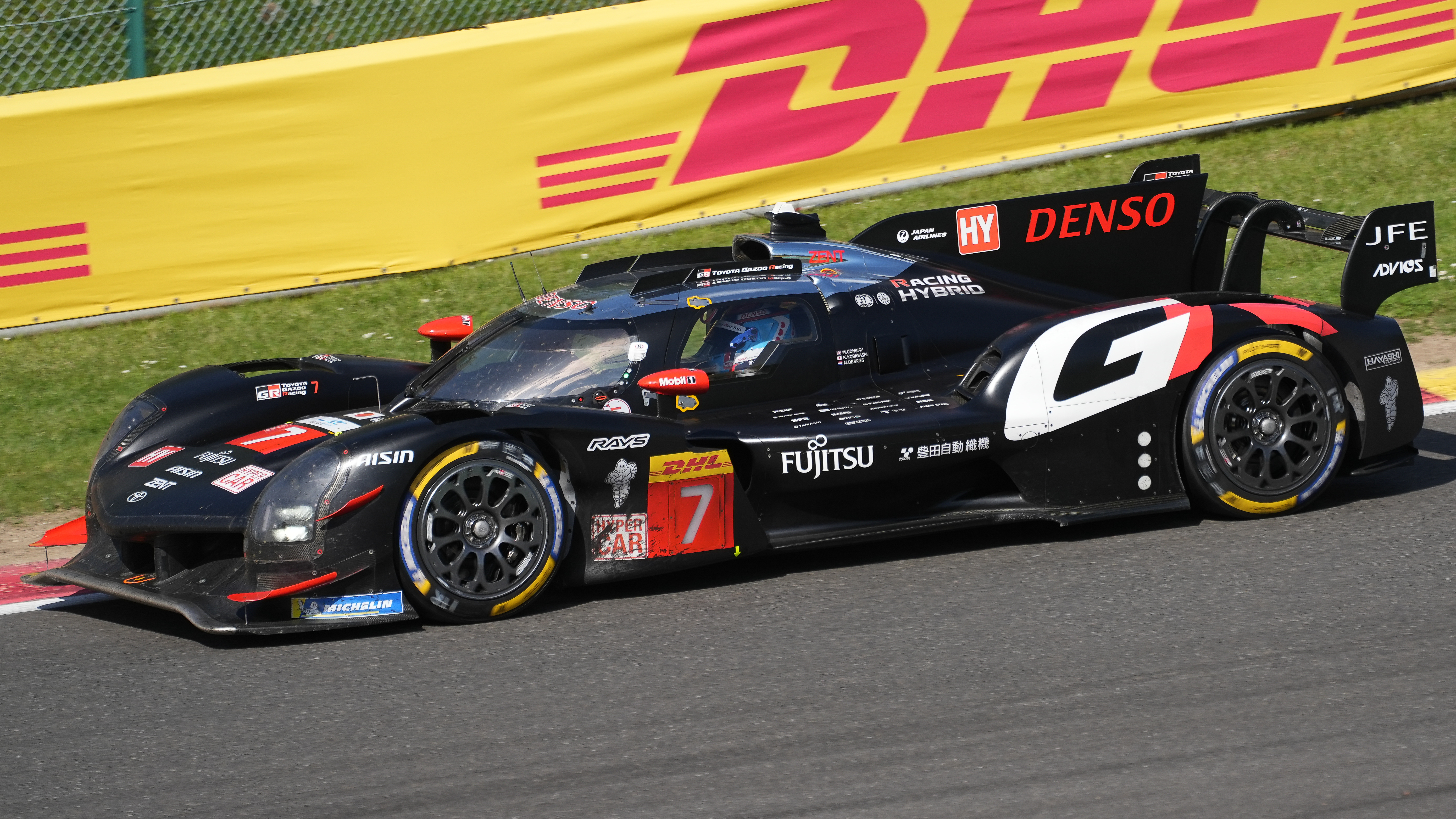
La Toyota GR010 Hybrid di de Vries durante la 6 ore di Spa 2024

Nel 2024 oltre a ritornare in Formula E, De Vries torna nel Wec correndo con l'Hypercar della Toyota insieme a Kamui Kobayashi e Mike Conway. La prima vittoria in classe assoluta arriva nella 6 Ore di Imola dopo una gara incerta anche per via del meteo.
Il pilota olandese viene confermato dal team nipponico anche per la stagione 2025.

### IndyCar e Super Formula
Nel dicembre del 2021, De Vries partecipa con il team Meyer Shank ai test invernali della IndyCar sul Circuito di Sebring. Il pilota olandese fa buona impressione segnando il miglior tempo davanti a Callum Ilott, Stoffel Vandoorne e Jack Aitken.
Nel 2024 prende parte a due round della Super Formula con il Team Impul. Nella prima gara a Motegi pur non ottenendo un buon risultato, impressione per la sua velocità di apprendimento alla nuova vettura e circuito.

### Formula 1
De Vries firma nel 2015 per il McLaren Young Driver Programme e nel 2016 con l'Audi Sport Racing Academy. Lascia la McLaren prima della stagione 2019 di Formula 2 per concentrarsi sui suoi doveri in Audi, dove è rimasto fino a settembre 2019. Nel dicembre 2020, De Vries partecipa per la prima volta a un test di Formula 1, in occasione dei test per giovani piloti ad Abu Dhabi con la Mercedes. Nel 2021 svolge il ruolo di terzo pilota per la Mercedes.. Risale in auto nei test per giovani piloti di fine stagione sempre ad Abu Dhabi.

#### 2022: Terzo pilota con la Mercedes e l'esordio con la Williams

Nyck de Vries durante le prove libere del Gran Premio di Francia 2022

Nel 2022 De Vries rimane nel ruolo di terzo pilota della Mercedes, inoltre siede al volante di una Formula 1 per tre sessioni di prove libere: nel Gran Premio di Spagna guidando la Williams FW44 al posto di Alexander Albon, nel Gran Premio di Francia al volante della W13 E Performance di Lewis Hamilton e nel Gran Premio d'Italia con l'Aston Martin AMR22 di Sebastian Vettel. Sempre a Monza sostituisce, a partire dalle prove libere di sabato mattina, Alexander Albon, colpito da un'appendicite acuta. De Vries si mette in evidenza battendo il compagno di squadra in Williams Nicholas Latifi sia in qualifica che in gara, tagliando il traguardo al nono posto e venendo votato come "pilota del giorno".
Dopo la gara di Monza, De Vries prende parte ad una sessione di test organizzata dalla Alpine sul circuito dell'Hungaroring; l'olandese scende in pista insieme a Jack Doohan, Antonio Giovinazzi e Colton Herta alla guida di una Alpine A521, vettura schierata nella stagione 2021 dalla squadra francese.

#### 2023: AlphaTauri

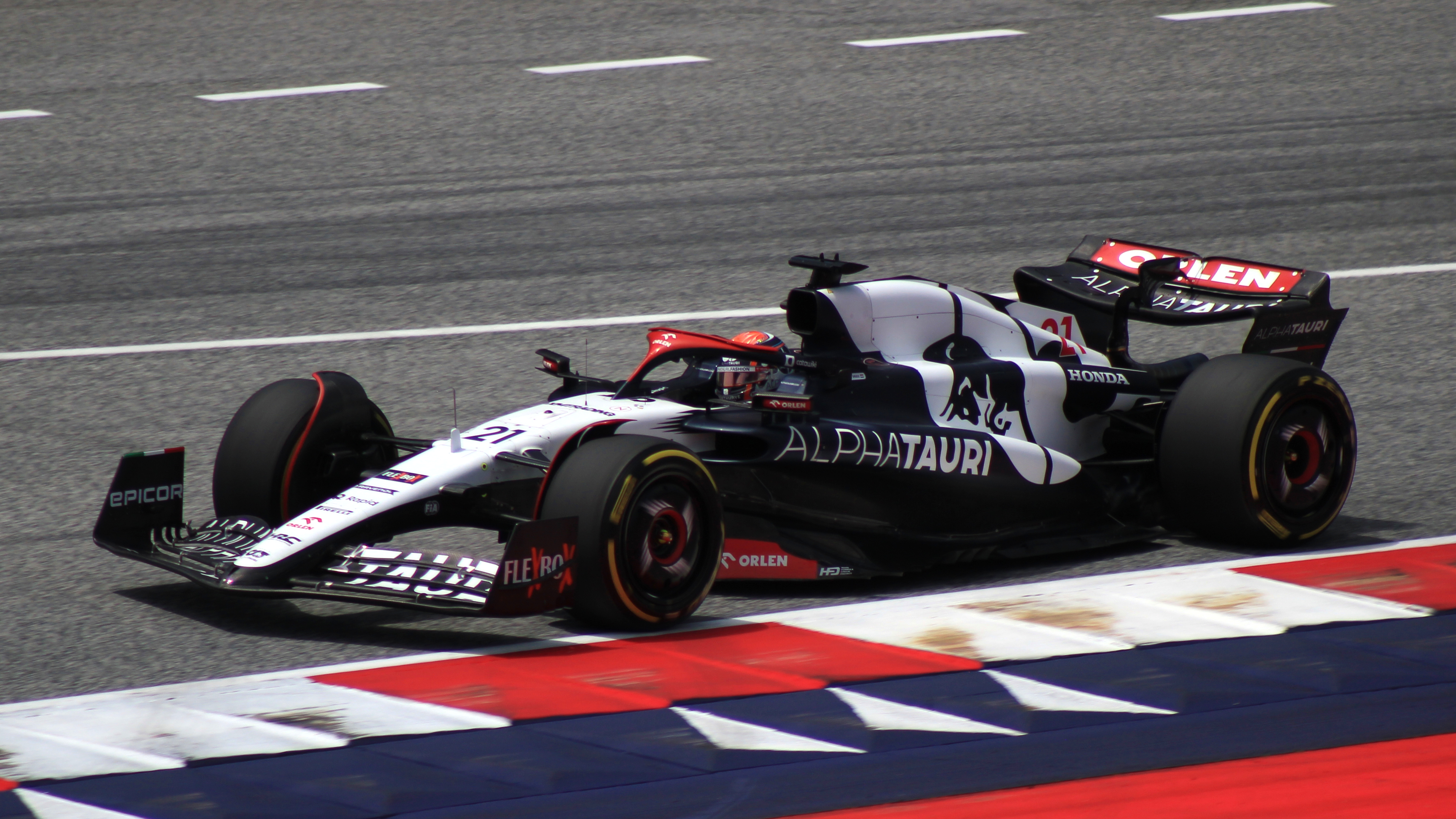
Nyck de Vries durante il Gran Premio d'Austria 2023

Alla vigilia del Gran Premio del Giappone 2022 la Scuderia AlphaTauri annuncia l'ingaggio del pilota olandese per la stagione 2023, in sostituzione di Pierre Gasly trasferitosi alla Alpine. De Vries ha la sua prima possibilità di scendere in pista con il team italiano durante i test post stagionali sul Circuito di Yas Marina, guidando la vettura del 2022, l'AlphaTauri AT03. Il pilota olandese sceglie il 21 come numero di gara, nella sua precedente gara aveva utilizzato il numero 45.
Il debutto con il nuovo team è più complesso rispetto all'anno passato; nei primi dieci Gran Premi della stagione 2023 non riesce ad ottenere punti, e viene spesso battuto dal compagno di squadra, portando così la scuderia a scegliere di licenziarlo dopo il Gran Premio di Gran Bretagna, gara segnata dalla Red Bull come dead-line per De Vries in caso di risultati non all'altezza, verrà sostituito con Daniel Ricciardo.
Rimasto senza sedile a stagione in corso De Vries decide di mettere in pausa le corse per impegnarsi nello studio, il pilota olandese ha scelto il corso di negoziazione e leadership presso l’Università di Harvard.

## Risultati

### Riassunto della carriera
| Stagione  | Campionato                            | Team                                   | Gare         | Vittorie     | Pole         | GPV          | Podi         | Punti        | Pos          |
| --------- | ------------------------------------- | -------------------------------------- | ------------ | ------------ | ------------ | ------------ | ------------ | ------------ | ------------ |
| 2012      | Eurocup Formula Renault 2.0           | R-ace GP                               | 14           | 0            | 0            | 1            | 2            | 78           | 5º           |
| 2012      | Formula Renault 2.0 NEC               | R-ace GP                               | 11           | 1            | 1            | 2            | 4            | 166          | 10º          |
| 2013      | Eurocup Formula Renault 2.0           | Koiranen GP                            | 14           | 2            | 1            | 2            | 5            | 113          | 5º           |
| 2013      | Formula Renault 2.0 Alps              | Koiranen GP                            | 6            | 0            | 0            | 0            | 2            | 68           | 8º           |
| 2014      | Eurocup Formula Renault 2.0           | Koiranen GP                            | 14           | 5            | 6            | 5            | 10           | 254          | 1º           |
| 2014      | Formula Renault 2.0 Alps              | Koiranen GP                            | 14           | 9            | 9            | 10           | 12           | 300          | 1º           |
| 2015      | Formula Renault 3.5 Series            | DAMS                                   | 17           | 1            | 1            | 1            | 6            | 160          | 3º           |
| 2016      | GP3 Series                            | ART Grand Prix                         | 18           | 2            | 1            | 1            | 5            | 133          | 6º           |
| 2017      | FIA Formula 2                         | Rapax Team                             | 13           | 1            | 1            | 0            | 4            | 114          | 7º           |
| 2017      | FIA Formula 2                         | Racing Engineering                     | 8            | 0            | 0            | 2            | 1            | 114          | 7º           |
| 2018      | Formula 2                             | Prema Powerteam                        | 24           | 3            | 1            | 6            | 6            | 202          | 4º           |
| 2019      | Formula 2                             | ART Grand Prix                         | 22           | 4            | 5            | 3            | 12           | 266          | 1º           |
| 2019-20   | Formula E                             | Mercedes EQ Formula E Team             | 11           | 0            | 0            | 0            | 1            | 60           | 11º          |
| 2019-20   | Campionato del mondo endurance - LMP2 | Racing Team Nederland                  | 6            | 1            | 0            | 2            | 2            | 99           | 10º          |
| 2020      | European Le Mans Series               | G-Drive Racing                         | 3            | 1            | 0            | 1            | 2            | 43           | 5º           |
| 2020-21   | Formula E                             | Mercedes EQ Formula E Team             | 15           | 2            | 1            | 0            | 4            | 99           | 1º           |
| 2021      | European Le Mans Series - LMP2        | G-Drive Racing                         | 5            | 1            | 2            | 1            | 2            | 67           | 5º           |
| 2021      | Campionato del mondo endurance - LMP2 | G-Drive Racing                         | 1            | 0            | 0            | 0            | 0            | 0            | NC†          |
| 2021      | Campionato del mondo endurance - LMP2 | Racing Team Nederland                  | 1            | 0            | 0            | 0            | 1            | 15           | 19º          |
| 2021      | Formula 1                             | Mercedes AMG F1                        | Collaudatore | Collaudatore | Collaudatore | Collaudatore | Collaudatore | Collaudatore | Collaudatore |
| 2021-22   | Formula E                             | Mercedes EQ Formula E Team             | 16           | 2            | 1            | 1            | 3            | 106          | 9º           |
| 2022      | Formula 1                             | Mercedes AMG F1 e Aston Martin F1 Team | Terzo Pilota | Terzo Pilota | Terzo Pilota | Terzo Pilota | Terzo Pilota | Terzo Pilota | Terzo Pilota |
| 2022      | Formula 1                             | Williams F1                            | 1            | 0            | 0            | 0            | 0            | 2            | 21º          |
| 2022      | 24 Ore di Le Mans - LMP2              | TDS Racing x Vaillante                 | 1            | 0            | 0            | 0            | 0            | N/A          | 4º           |
| 2023      | Formula 1                             | Scuderia AlphaTauri                    | 10           | 0            | 0            | 0            | 0            | 0            | 22º          |
| 2023-2024 | Formula E                             | Mahindra Racing                        | 14           | 0            | 0            | 0            | 0            | 18           | 18º          |
| 2024      | WEC - Hypercar                        | Toyota Gazoo Racing                    | 1            | 0            | 0            | 0            | 0            | 15*          |              |

*Stagione in corso.
† In quanto pilota ospite, De Vries non poteva ottenere punti.

### Formula Renault 3.5
(legenda) (Le gare in grassetto indicano la pole) (Le gare in corsivo indicano il giro veloce)
| Anno | Squadra | 1   | 2   | 3   | 4   | 5   | 6   | 7   | 8   | 9   | 10  | 11  | 12  | 13  | 14  | 15  | 16  | 17  | Punti | Pos. |
| ---- | ------- | --- | --- | --- | --- | --- | --- | --- | --- | --- | --- | --- | --- | --- | --- | --- | --- | --- | ----- | ---- |
| 2015 | DAMS    | ALC | ALC | MON | SPA | SPA | HUN | HUN | RBR | RBR | SIL | SIL | NÜR | NÜR | BUG | BUG | JER | JER | 160   | 3º   |
| 2015 | DAMS    | 7   | 2   | 11  | 9   | 2   | 11  | 9   | 3   | 5   | 4   | Rit | 2   | 3   | 7   | 10  | 4   | 1   | 160   | 3º   |

### GP3 Series
(legenda) (Le gare in grassetto indicano la pole position) (Le gare in corsivo indicano Gpv)
| Anno | Squadra        | 1   | 2   | 3   | 4   | 5   | 6   | 7   | 8   | 9   | 10  | 11  | 12  | 13  | 14  | 15  | 16  | 17  | 18  | Punti | Pos. |
| ---- | -------------- | --- | --- | --- | --- | --- | --- | --- | --- | --- | --- | --- | --- | --- | --- | --- | --- | --- | --- | ----- | ---- |
| 2016 | ART Grand Prix | CAT | CAT | RBR | RBR | SIL | SIL | HUN | HUN | HOC | HOC | SPA | SPA | MNZ | MNZ | SEP | SEP | YMC | YMC | 133   | 6º   |
| 2016 | ART Grand Prix | 9   | 5   | 3   | 4   | 5   | 8   | 20  | 13  | 2   | 8   | 3   | 8   | 7   | 1   | 13  | 6   | 1   | 11  | 133   | 6º   |

### Formula 2
(legenda) (Le gare in grassetto indicano la pole position) (Le gare in corsivo indicano Gpv)
| Stagione | Squadra                                 | 1   | 2   | 3   | 4   | 5   | 6   | 7   | 8   | 9   | 10  | 11  | 12  | 13  | 14  | 15  | 16  | 17  | 18  | 19  | 20  | 21  | 22  | 23  | 24  | Pos | Punti |
| -------- | --------------------------------------- | --- | --- | --- | --- | --- | --- | --- | --- | --- | --- | --- | --- | --- | --- | --- | --- | --- | --- | --- | --- | --- | --- | --- | --- | --- | ----- |
| 2017     | Rapax (1-14) Racing Engineering (16-22) | BHR | BHR | CAT | CAT | MON | MON | BAK | BAK | RBR | RBR | SIL | SIL | HUN | HUN | SPA | SPA | MNZ | MNZ | JER | JER | YMC | YMC |     |     | 114 | 7º    |
| 2017     | Rapax (1-14) Racing Engineering (16-22) | 10  | 6   | 10  | Rit | 7   | 1   | 2   | Rit | 13  | 16† | NP  | 7   | 3   | 3   | 5   | 2   | 18  | 12  | 13  | 6   | 4   | 9   |     |     | 114 | 7º    |
| 2018     | Prema Racing                            | BHR | BHR | BAK | BAK | CAT | CAT | MON | MON | LEC | LEC | RBR | RBR | SIL | SIL | HUN | HUN | SPA | SPA | MNZ | MNZ | SOC | SOC | YMC | YMC | 202 | 4º    |
| 2018     | Prema Racing                            | 6   | 5   | Rit | 2   | 2   | Rit | Rit | 9   | 5   | 1   | Rit | 14  | 7   | 6   | 1   | 7   | 1   | 4   | 9   | 17† | 3   | 4   | 4   | 5   | 202 | 4º    |
| 2019     | ART Grand Prix                          | BHR | BHR | BAK | BAK | CAT | CAT | MON | MON | LEC | LEC | RBR | RBR | SIL | SIL | HUN | HUN | SPA | SPA | MNZ | MNZ | SOC | SOC | YMC | YMC | 266 | 1º    |
| 2019     | ART Grand Prix                          | 6   | 7   | 2   | 4   | 5   | 1   | 1   | 7   | 1   | 10  | 3   | 3   | 6   | 3   | 2   | 6   | C   | C   | 3   | 3   | 1   | 2   | 13  | 13  | 266 | 1º    |

† Il pilota non ha terminato la gara, ma è stato classificato poiché ha completato oltre il 90% della distanza di gara.

### Campionato del mondo endurance
| Anno    | Squadra               | Classe   | Vettura             | SPA | LMS | SIL | FUJ | SHA | SEB | SPA | LMS | Punti | Pos. |
| ------- | --------------------- | -------- | ------------------- | --- | --- | --- | --- | --- | --- | --- | --- | ----- | ---- |
| 2018-19 | Racing Team Nederland | LMP2     | Dallara P217        |     |     | 5   | 7   | 5   | 5   | 5   | 5   | 64    | 9º   |
| Anno    | Squadra               | Classe   | Vettura             | SIL | FUJ | SHA | BHR | COA | SPA | LMS | BHR | Punti | Pos. |
| 2019-20 | Racing Team Nederland | LMP2     | Oreca 07            |     | 1   | 5   | 5   | 5   |     | 6   | 3   | 99    | 10º  |
| Anno    | Squadra               | Classe   | Vettura             | SPA | ALG | MNZ | LMS | BHR | BHR |     |     | Punti | Pos. |
| 2021    | G-Drive Racing        | LMP2     | Aurus 01            | Rit |     |     | 7   |     |     |     |     | 0†    | NC†  |
| 2021    | Racing Team Nederland | LMP2     | Oreca 07            |     |     | 3   |     |     |     |     |     | 15    | 19º  |
| Anno    | Squadra               | Classe   | Vettura             | QAT | IMO | SPA | LMS | SÃO | COA | FUJ | BHR | Punti | Pos. |
| 2024    | Toyota Gazoo Racing   | Hypercar | Toyota GR010 Hybrid | 5   | 1   | 7   | 2   | 4   | 2   | Rit | Rit | 113   | 3°   |
| Anno    | Squadra               | Classe   | Vettura             | QAT | IMO | SPA | LMS | SÃO | COA | FUJ | BHR | Punti | Pos. |
| 2025    | Toyota Gazoo Racing   | Hypercar | Toyota GR010 Hybrid | 5   | 7   | 7   | 5   | 14  |     |     |     | 44*   |      |
| Legenda |                       |          |                     |     |     |     |     |     |     |     |     |       |      |

* Stagione in corso.

### 24 ore di Le Mans
| Anno | Classe   | N° | Gomme | Vettura                           | Squadra                | Co-piloti                          | Giri | Pos. Assol. | Pos. di Classe |
| ---- | -------- | -- | ----- | --------------------------------- | ---------------------- | ---------------------------------- | ---- | ----------- | -------------- |
| 2019 | LMP2     | 29 | M     | Dallara P217 Gibson GK428 4.2L V8 | Racing Team Nederland  | Giedo van der Garde Frits van Eerd | 340  | 26º         | 15º            |
| 2020 | LMP2     | 29 | M     | Oreca 07 Gibson GK428 4.2L V8     | Racing Team Nederland  | Giedo van der Garde Frits van Eerd | 349  | 19º         | 15º            |
| 2021 | LMP2     | 26 | G     | Aurus 01 Gibson GK428 4.2L V8     | G-Drive Racing         | Roman Rusinov Franco Colapinto     | 358  | 12º         | 7º             |
| 2022 | LMP2     | 13 | G     | Oreca 07-Gibson                   | TDS Racing x Vaillante | Tijmen van der Helm Mathias Beche  | 368  | 8°          | 3°             |
| 2024 | Hypercar | 7  | M     | Toyota GR010 Hybrid               | Toyota Gazoo Racing    | Kamui Kobayashi José María López   | 311  | 2°          | 2°             |
| 2025 | Hypercar | 7  | M     | Toyota GR010 Hybrid               | Toyota Gazoo Racing    | Kamui Kobayashi Mike Conway        | 386  | 5°          | 5°             |

### Formula E
| Anno | Squadra                 | Vettura                           | 1                   | 2            | 3           | 4                                               | 5       | 6       | 7        | 8      | 9        | 10      | 11      | 12     | 13     | 14      | 15      | 16      | Punti | Pos |
| --- | ----------------------- | --------------------------------- | ------------------- | ------------ | ----------- | ----------------------------------------------- | ------- | ------- | -------- | ------ | -------- | ------- | ------- | ------ | ------ | ------- | ------- | ------- | ----- | --- |
| 2019–20 | Mercedes EQ FE Team     | Spark-Mercedes Silver Arrow 01    | DIR 6*              | DIR 16*      | SAN 5*      | MEX Rit*                                        | MRK 11  | BER 4   | BER Rit* | BER 18 | BER 4    | BER 14  | BER 2*  |        |        |         |         |         | 60    | 11º |
| 2020–21 | Mercedes EQ FE Team     | Spark-Mercedes-EQ Silver Arrow 02 | DIR 1G*             | DIR 9*       | ROM Rit*    | ROM Rit*                                        | VLC 1   | VLC 16* | MCO Rit* | PUE 9* | PUE Rit* | NYC 13* | NYC 18* | LON 2* | LON 2* | BER 22* | BER 8*  |         | 99    | 1º  |
| 2021–22 | Mercedes EQ FE Team     | Spark-Mercedes-EQ Silver Arrow 02 | DIR 1*              | DIR 10*      | MEX 6*      | ROM Rit*                                        | ROM 14  | MON 10* | BER 10*  | BER 1* | GIA Rit* | MAR 6   | NYC 8   | NYC 7* | LON 6* | LON 3   | SEO Rit | SEO Rit | 106   | 9º  |
| 2023–24 | Mahindra Racing         | Spark-Mahindra M9Electro          | MEX 15              | DIR 17       | DIR 15      | SAN 14                                          | TOK Rit | MIS 14  | MIS 15   | MON 12 | BER      | BER     | SHA 7   | SHA 16 | POR 12 | POR Rit | LON 4   | LON 16  | 18    | 18º |
| 2024-25 | Mahindra Racing         | Spark-Mahindra M11Electro         | SAP 6               | MEX 8        | JED 4       | JED 13                                          | MIA 11  | MON 2   | MON 5    | TOK 11 | TOK 15   | SHA     | SHA     | GIA    | BER    | BER     | LON     | LON     | 52*   |     |
| \| Legenda \| 1º posto \| 2º posto \| 3º posto \| A punti \| Senza punti \| Grassetto=Pole position Corsivo=Giro più veloce \| \| Legenda \| Solo prove/Terzo pilota \| Non qualificato \| Ritirato/Non class. \| Squalificato \| Non partito \| Grassetto=Pole position Corsivo=Giro più veloce \| |                         |                                   |                     |              |             |                                                 |         |         |          |        |          |         |         |        |        |         |         |         |       |     |
| Legenda | 1º posto                | 2º posto                          | 3º posto            | A punti      | Senza punti | Grassetto=Pole position Corsivo=Giro più veloce |         |         |          |        |          |         |         |        |        |         |         |         |       |     |
| Legenda | Solo prove/Terzo pilota | Non qualificato                   | Ritirato/Non class. | Squalificato | Non partito | Grassetto=Pole position Corsivo=Giro più veloce |         |         |          |        |          |         |         |        |        |         |         |         |       |     |

- G: Pilota col giro più veloce nel gruppo di qualifica.
- *: Fanboost
- † Il pilota non ha terminato la gara, ma è stato classificato poiché ha completato oltre il 90% della distanza di gara.

### European Le Mans Series
(legenda) (Le gare in grassetto indicano la pole position) (Le gare in corsivo indicano Gpv)
| Anno    | Squadra        | Classe | Vettura  | LEC | SPA | LEC | MNZ | ALG |     | Punti | Pos. |
| ------- | -------------- | ------ | -------- | --- | --- | --- | --- | --- | --- | ----- | ---- |
| 2020    | G-Drive Racing | LMP2   | Aurus 01 | 2   |     |     | Rit | 1   |     | 43    | 5º   |
| Anno    | Squadra        | Classe | Vettura  | CAT | RBR | LEC | MNZ | SPA | ALG | Punti | Pos. |
| 2021    | G-Drive Racing | LMP2   | Aurus 01 | 4   | 2   | 1   | 8   | NC  | 5   | 74    | 5º   |
| Legenda |                |        |          |     |     |     |     |     |     |       |      |

### Formula 1
| 2022 | Scuderia                       | Vettura           |  |  |  |  |  |    |  |  |  |  |  |    |  |  |  |   |  |  |  |    |  |  |  |  | Punti | Pos. |
| ---- | ------------------------------ | ----------------- |  |  |  |  |  | -- |  |  |  |  |  | -- |  |  |  | - |  |  |  | -- |  |  |  |  | ----- | ---- |
| 2022 | Williams Mercedes Aston Martin | FW44 F1 W13 AMR22 |  |  |  |  |  | SP |  |  |  |  |  | SP |  |  |  | 9 |  |  |  | SP |  |  |  |  | 2     | 21º  |

| 2023 | Scuderia   | Vettura |    |    |     |     |    |    |    |    |    |    |  |  |  |  |  |  |  |  |  |  |  |  |  |  | Punti | Pos. |
| ---- | ---------- | ------- | -- | -- | --- | --- | -- | -- | -- | -- | -- | -- |  |  |  |  |  |  |  |  |  |  |  |  |  |  | ----- | ---- |
| 2023 | AlphaTauri | AT04    | 14 | 14 | 15* | Rit | 18 | 12 | 14 | 18 | 17 | 17 |  |  |  |  |  |  |  |  |  |  |  |  |  |  | 0     | 22º  |

| Legenda | 1º posto     | 2º posto | 3º posto    | A punti         | Senza punti/Non class.  | Grassetto – Pole position Corsivo – Giro più veloce Apice – Risultato Sprint (A punti) |
| Legenda | Squalificato | Ritirato | Non partito | Non qualificato | Solo prove/Terzo pilota | Grassetto – Pole position Corsivo – Giro più veloce Apice – Risultato Sprint (A punti) |

### Super Formula
(legenda) (Le gare in grassetto indicano la pole position) (Le gare in corsivo indicano Gpv)
| Anno | Team                   | Vettura             | 1   | 2   | 3   | 4   | 5   | 6   | 7   | 8   | 9   | Punti | Pos. |
| ---- | ---------------------- | ------------------- | --- | --- | --- | --- | --- | --- | --- | --- | --- | ----- | ---- |
| 2024 | Itochu Enex Team Impul | Dallara SF23-Toyota | SUZ | AUT | SUG | FUJ | MOT | FUJ | FUJ | SUZ | SUZ | 0*    |      |
| 2024 | Itochu Enex Team Impul | Dallara SF23-Toyota |     | 13  |     |     |     |     |     |     |     | 0*    |      |

* stagione in corso.